# William Scott-Elliot

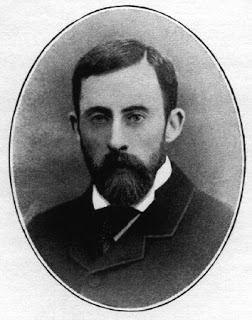
William Scott-Elliot, voor 1919

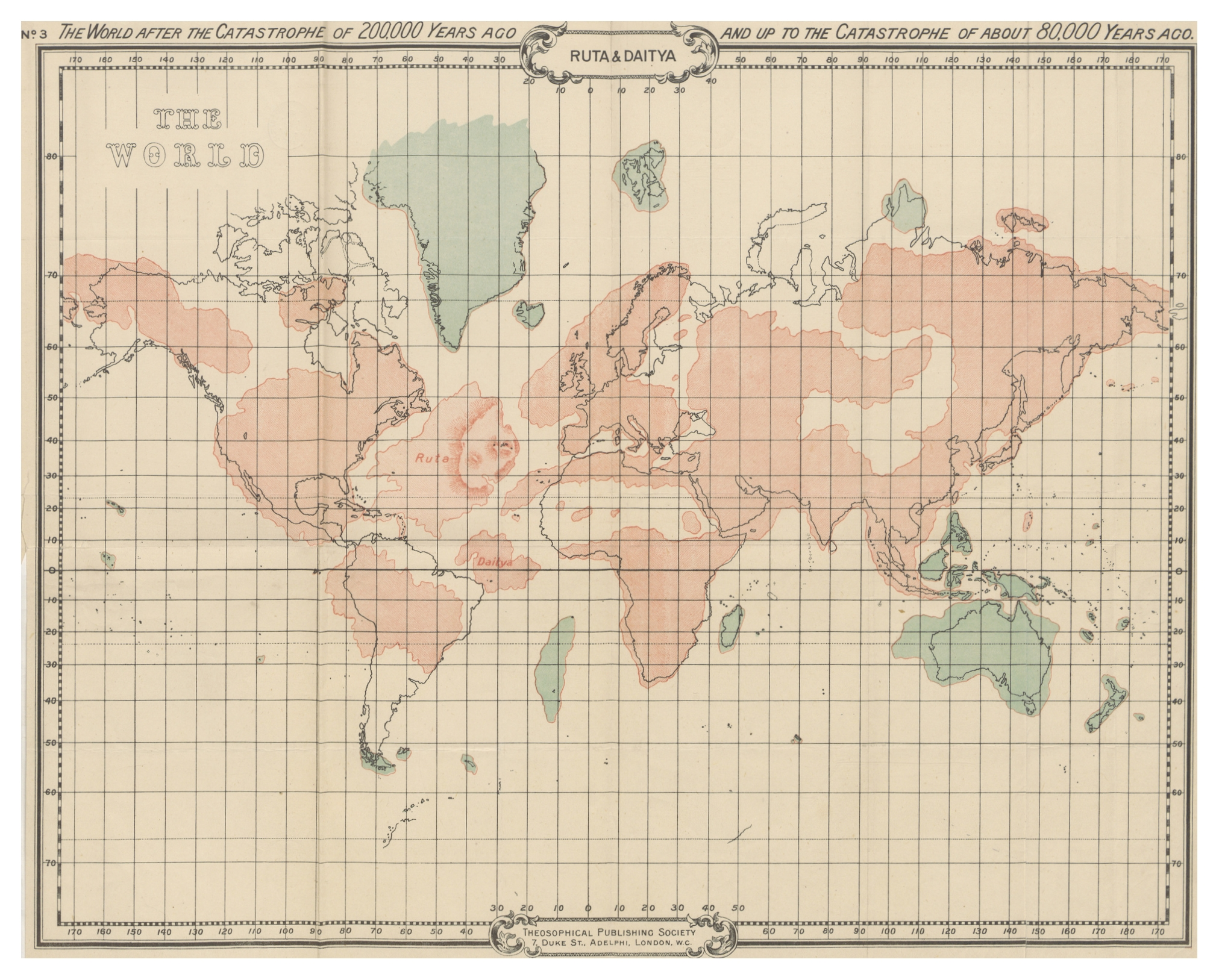
'Ruta en Daitya', derde kaart van Atlantis, ca. 100.000 jaar geleden, 1896

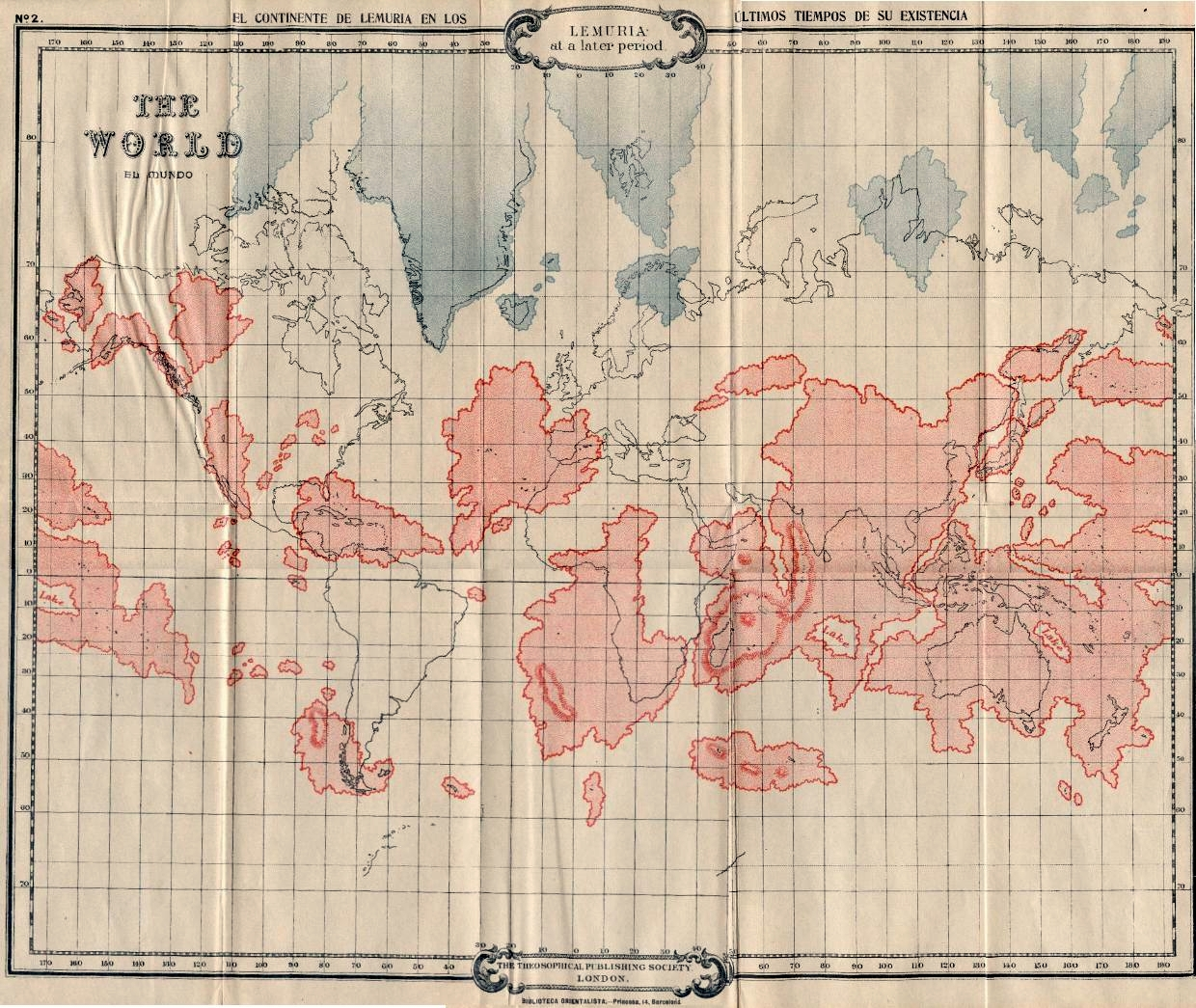
Tweede kaart van Lemurië uit The Story of Atlantis and Lost Lemuria.

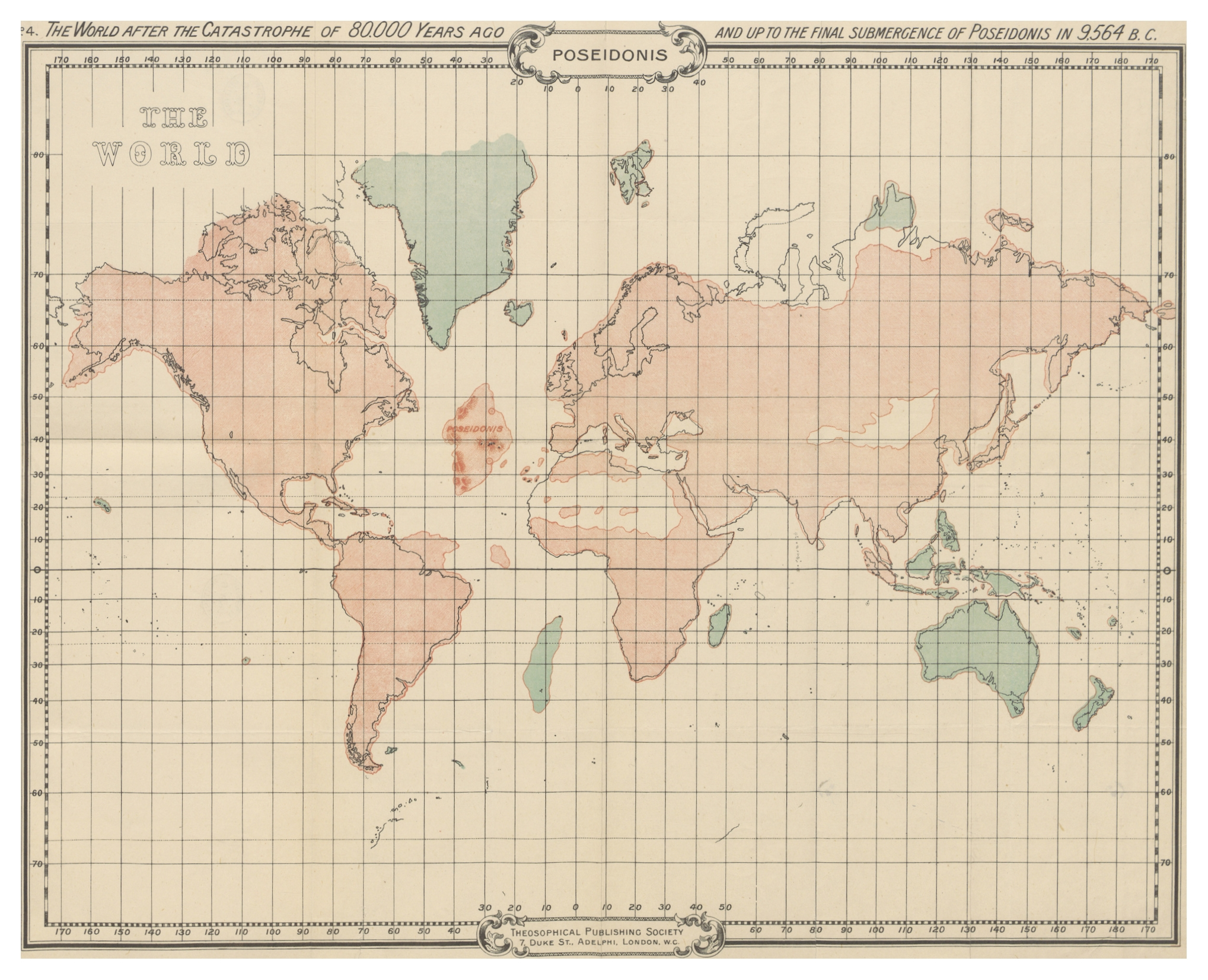
Poseidonis (Atlantis), ca. 75.000 jaar geleden.

William Scott-Elliot (1849-1919) was een theosoof en auteur van het boek The Story of Atlantis and the lost Lemuria, dat in 1925 werd uitgegeven. W.Scott-Elliot was het pseudoniem van W.Williamson. Onder eigen naam schreef hij The Great Law (1899).
William Scott-Elliot huwde in 1893 met Matilda (Maude) Louis Travers (1859-1929), de dochter van dr. Robert Boyle Travers. Hij was handelaar en amateurantropoloog. Als vroeg lid van de London Lodge van de Theosophical society schreef hij in 1893 'The Evolution of Humanity'. Nadat hij in contact kwam met Charles Webster Leadbeater werden The Story of Atlantis (in 1896) en The Lost Lemuria (in 1904) gepubliceerd, die in 1925 gebundeld verschenen. Leadbeater zei hem via 'astrale helderziendheid' van de theosofische Meesters kennis over het oude Atlantis en Lemurië te hebben ontvangen, maar hij werd niet als mede-auteur genoemd. Leadbeater zou dit helderziende vermogen tussen 1886 en 1889 van Meester Koot Hoomi in Adyar, het hoofdkwartier van de Theosophical Society, hebben geleerd. Alfred Percy Sinnett schreef van de uitgave het voorwoord. Het boek geeft meer details, waaronder zes landkaarten, over Blavatsky's ideeën over de Atlantische en Lemurische wortelrassen.
Rudolf Steiner noemde Scott-Elliot in zijn boek Atlantis en Lemurië (in 1904).

## Leadbeater, Sinnett en Wedgwood
'Hoewel de helderziende bron van Scott-Elliots informatie over Atlantis en Lemurië in zijn boeken niet wordt vermeld, staat het vrijwel vast dat het Charles Webster Leadbeater moet zijn geweest. Leadbeater was een geestelijke van de Anglicaanse Kerk die zich ontwikkelde tot een invloedrijk theosofisch schrijver.' Hij bericht 'over prehistorische tijden, buitenaardse samenlevingen, kosmische patronen, infra-microscopische details en werelden die uit fijnstoffelijke materie bestaan. (..) Dit leidde ertoe dat hij een veelgelezen autoriteit op het gebied van 'innerlijke werelden' werd en dat tot op de huidige dag is gebleven. In het jaar 1894 hield hij zich volop bezig met helderziende onderzoekingen die tot enkele landkaarten leidden, plus een deel van de bijzonderheden in de boeken van Scott-Elliot.'
Leadbeater schreef Man, Whence, How and Whither in 1913, waarin hij onder meer voortborduurt op de onderrassen van het vijfde wortelras (de zogenoemde Ariërs). Daarin heet het tweede onderras dat van de Arabieren en bestaat het vijfde onderras van 'Teutonen' uit Germanen, Slaven, Scandinaviërs, Teutonen, Pruisen, Litouwers, Letten. Dit vijfde onderras zou samen met het vierde onderras van Kelten 20.000 v.Chr. Midden-Azië hebben verlaten voor de Kaukasus, daar zouden het vijfde onderras in 8564 v.Chr. zijn vertrokken in noordwestelijke richting en rond 8500 v.Chr. vanuit Krakau zou iedere groep een eigen richting zijn ingeslagen, vandaar ook de termen Zuid-Slaven, West-Slaven en Oost-Slaven.
Leadbeater was medeverantwoordelijk voor de 'Neo-theosofie', een richting die na Blavatsky's overlijden (1891) werd ingeslagen. De Theosofische vereniging was in 1895 al gesplitst in twee groepen, die met het centrum in India en die in Amerika.
Leadbeater kwam in opspraak wegens seksuele handelingen met jongens en verbond zich later met de katholieke kerk.
Hij werd in 1906 samen met zijn leerling Curuppumullage Jinarajadasa uit de beweging gezet, maar zij mochten in 1907 terugkeren, toen Annie Besant na het overlijden van Olcott president van de Theosofische Vereniging was geworden. James Ingall Wedgwood was theosoof en sinds 1913 priester binnen de Oudkatholieke Kerk. Wedgwood wijdde in 1915 Leadbeater in in de Orde van de Universele Paravrijmetselarij en richtte in 1916 de Vrij-katholieke Kerk op. Datzelfde jaar werd Leadbeater bisschop van die kerk. In 1923 legde Wedgwood alle taken neer in de theosofie en de kerk, wegens ontuchtschandalen met jongens en raakte verslaafd aan de cocaïne.
Leadbeater was medeverantwoordelijk voor het installeren van Krishnamurti als nieuwe 'Maitreya' (Christus) of wereldverlosser. Dit was een reden voor Rudolf Steiner om die neo-theosofische beweging te verlaten en de antroposofie te beginnen. Krishnamurti heeft die rol van wereldverlosser vanaf 1925 geweigerd en zich fel jegens Leadbeater uitgesproken. Krishnamurti brak met de Theosofische Vereniging in 1930. Christus was volgens Blavatsky geen persoon, maar een 'goddelijk beginsel' en Jezus een wijze, die de geheime, oude leer doorgaf.
Alice A. Bailey ging door met het verkondigen van de komst van Maitreya en haalde in haar boeken Leadbeater menigmaals aan als autoriteit. Later ging Benjamin Creme er mee verder.
Ook de richting die Alfred Percy Sinnett insloeg, die bij de eerste uitgave het Voorwoord schreef, is vanaf 1885 dubieus, wat wel naar voren komt in de brieven, die Meesters hem stuurden, de Mahatmabrieven (1880-1885) en hem op gevaren wezen. Na 1885 probeerde Sinnett nog middels 'intermediair' Leadbeater met de Meesters in contact te komen.
Blavatsky heeft gewezen op gevaren en zich voortdurend uitgesproken tegen haar felste tegenstanders, waaronder zij het rooms-katholicisme en met name de jezuïeten rekende. Bovendien ging zij ervan uit dat het overgrote deel van de vrijmetselarij door de jezuïeten was opgezet, om de ware vrijmetselarij te dwarsbomen.

## Kaarten
De kaarten moeten volgens de auteur niet als absoluut accuraat worden beschouwd. Voor Atlantis 'was er een globe beschikbaar, compleet met een goed bas-reliëf in terracotta, naast een uitstekend bewaard gebleven kaart op perkament of een ander leerachtig materiaal die kon worden gekopieerd.' Voor Lemurië 'was er alleen een kapot terracotta-model en een slecht bewaard gebleven, verkreukelde kaart, zodat het veel moeilijker was alle details in herinnering te roepen, met het gevolg dat het onmogelijk was exacte kopieën te maken.'
Scott-Elliott gaat uit van vier grote cataclysmen: 800.000 jaar geleden, 200.000 jaar geleden, 80.000 jaar geleden en 9564 v.Chr. (de ondergang van het laatste Atlantische eiland poseidonis). De eerste Atlantische wereldkaart is van rond 1.000.000 jaar geleden, de tweede van de periode tussen 800.000 en 200.000 jaar geleden, de derde van ca. 100.000 jaar geleden en de vierde van ca. 75.000 jaar geleden. De eerste kaart van Lemurië toont het continent gedurende het tijdvak van de grootste omvang, de tweede toont de contouren 'nadat het door grote cataclysmen was gedecimeerd, maar lang voordat de definitieve ondergang een feit was'.

## Lemurië

### Fysieke ontwikkeling
De Lemuriërs stamden af van de Hyperboreeërs (het tweede wortelras), die fysiek van ether waren en 'onzichtbaar'. De ruggengraatstructuur van de Lemuriërs verdichtte zich tot wervels en 'omstreeks het midden van het lange Lemurische tijdvak ontwikkelde de mens een vaste botstructuur.'

### Beschrijving van een Lemuriër
Volgens Scott-Elliot zag een Lemuriër, mogelijk uit het vijfde onderras, er als volgt uit: hij had een lengte van 3,5-4,5 m en had een zeer donkere huid met een bruingele kleur. Hij had een lange onderkaak, een plat gezicht, een doordringende blik, kleine ogen ver van elkaar en een oog in het achterhoofd. Dat laatste oog kennen we in geatrofieerde vorm als de pijnappelklier of epifyse. In plaats van een voorhoofd had hij 'een vlezige, bolle plooi' en hij had een verhoogd achterhoofd. Zijn armen en benen waren naar verhouding lang en hij kon zijn knieën en ellebogen niet geheel strekken. Hij had kolossale handen en voeten en zijn hielen staken ver naar achteren uit. Hij kon met die hielen 'met evenveel gemak ook achterwaarts' lopen. Zijn huid was ruim geplooid en 'als van een neushoorn, maar meer geschubd'. Rondom zijn hoofd had hij nog een andere dikke huidplooi waaraan kwasten bungelden in een bepaalde kleur. De Lemuriërs zouden grote reptielen hebben gedomesticeerd en getraind om op andere dieren te jagen.

### Voortplantingsproces
Het voortplantingsproces van de Lemuriërs zou zich tweemaal hebben gewijzigd. Verschillende voortplantingssystemen, die ook elders in de natuur voorkomen, waren bij de vroege mensheid bekend:
- ongeslachtelijke voortplanting, zoals 'zelfdeling of knopvorming (gemmatio)', 'vorming van sporenknoppen (polysporogonie)', 'ontstaan van kiemcellen (monosporogonie)'
- geslachtelijke voortplanting (amfigonie),

Dit systeem van voortplanting heeft zich kennelijk pas in een naar verhouding late periode in de bestaansgeschiedenis van de aarde ontwikkeld. (..) De eenvoudigste en oudste vorm van geslachtelijke voortplanting is die van tweeslachtige individuen. (..) De paring tussen twee gescheiden geslachten, de meer complexe van de beide vormen van geslachtelijke voortplanting, heeft zich kennelijk in een late periode van de organische wereldgeschiedenis ontwikkeld vanuit het hermafrodiete stadium. Paring is in onze tijd dan ook de vrijwel universele voortplantingsvorm onder hoge dieren...
— (Ernst Haeckel, Natürliche Schöpfungsgeschichte, Engelse uitgave 1876, deel I, p.193-198)

- 'maagdelijke voortplanting (parthenogenese)'

Blavatsky noemt in haar boek De Geheime Leer termen als 'zweetgeborenen' (knopvorming), 'eigeborenen' en 'androgynen'. Pas in een later stadium was het menselijk ras gescheiden in mannen en vrouwen en 'tegen het einde van het vijfde onderras werden mensenkinderen onder dezelfde omstandigheden en via hetzelfde baringsproces geboren als onder onze historische generaties het geval was en is. Uiteraard nam deze ontwikkeling miljoenen jaren in beslag.'

### Zonde
'Verstandloze' Lemuriërs, Lemuriërs zonder 'goddelijke vonk' van het verstand, amanasa (manas, verstand, denkvermogen) begingen een zonde, door te paren met 'reusachtige zij-dieren'. Zo werden 'monsters' voortgebracht, 'gekromde, roodharige monsters die zich op vier ledematen voortbewogen', zonder spraak. Deze dierlijke mensen werden roofzuchtig en mensen en 'monsters' begonnen elkaar te doden. 'Voordien was zonde onbekend en werd geen leven genomen.'
Dit was de 'schuld' van de Lha's, de wezens die opdracht hadden gehad mensen te scheppen en toen ze niet gehoorzaamden gedwongen werden in de mensen te incarneren. Alle mensen werden tenslotte met manas begiftigd. De Lha's waren 'vertegenwoordigers van de zeer hoogontwikkelde mensheid in een ander evolutiesysteem, dat in een oneindig ver verleden zijn beslag had gekregen. (..) zij hadden de lessen van mededogen nog niet ten volle geleerd. Uit hoofde van hun tijdelijke taak op aarde moesten zij nu de gidsen en leraren van het Lemurische ras worden (..)'
andere wezens namen vrijwillig deze taak op zich. 'Zij behoorden oorspronkelijk tot het evolutieschema waarvan Venus een van de stoffelijke planeten is. (..) Deze goddelijke wezens kwamen nu naar de aarde om te voorzien in een tijdelijke behoefte - de opvoeding van de nog in haar babytijd verkerende mensheid (..)' Ze leerden de mensen onder meer het gebruik van vuur en vuursteen, koken, metaalertsen opsporen, metaal smelten en smeden, grond omspitten, zaadkorrels van wilde grassoorten verbouwen, spinnen en weven, leer looien, huizen en steden bouwen, gedragsregels en elementaire morele principes. Ze brachten van Venus tarwe en bijen mee.

### Pithecoidea en Anthropoidea

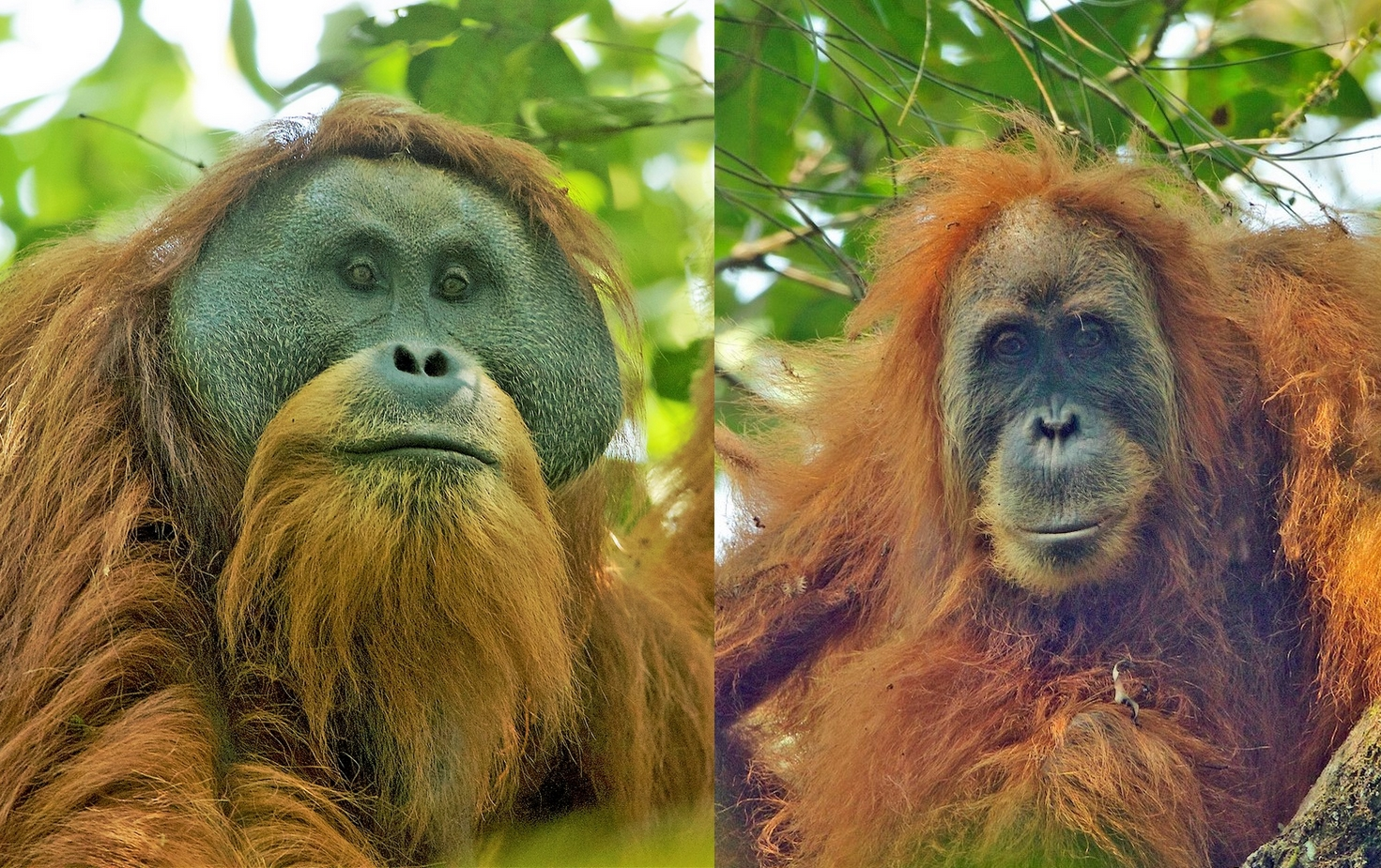
Volwassen mannetje (links) en vrouwtje Tapanuli orang oetan.

De half-menselijke monsters werden kleiner van postuur en verdichtten zich fysiek steeds verder. In het Mioceen hadden ze zich ontwikkeld tot een ras van apen. Daaruit ontwikkelden zich de Pithecoidea van vandaag.
Atlantiërs hernieuwden in het Mioceen de zonde der verstandloze Lemuriërs door met die apen te paren. De Anthropoidea zijn het resultaat van hun misdadigheid. Mogelijk wilde Scott-Elliot hier onderscheid maken tussen apen en mensapen.
Volgens de Azteken veranderden de mensen, die de catastrofe overleefden die een einde maakte aan het tweede tijdperk, 'Vier-Wind', in apen. En volgens de Maya's in hun Popol Vuh, waren de apen nakomelingen van de eerste mensen, de 'houten mensen', die op handen en voeten bewogen en geen ziel of verstand hadden.

### Vernietiging
De Lemuriërs kwamen 'voornamelijk door verstikking of vuur om het leven'. Aardbevingen, vulkaanuitbarstingen en bodemdalingen maakten een einde aan Lemurië, terwijl hun nakomelingen, de Atlantiërs, door verdrinking in de vloedgolven om het leven kwamen. Het eerste Atlantische onderras werd ontwikkeld uit een kolonie van het zevende Lemurische onderras 'op een grondgebied dat nu ongeveer overeenkomt met dat van de huidige Ashanti-natie en het westelijk deel van Nigeria.'

## Atlantis
Volgens William Scott-Elliott waren er:

### Zeven onderrassen
Het Atlantische ('vierde wortelras') zou hebben bestaan uit zeven onderrassen:
- Rmoahal
- Tlavatli
- Tolteken
- Eerste Turaniërs
- Oorspronkelijke Semieten
- Akkadiërs
- Mongoliërs

#### Rmoahal

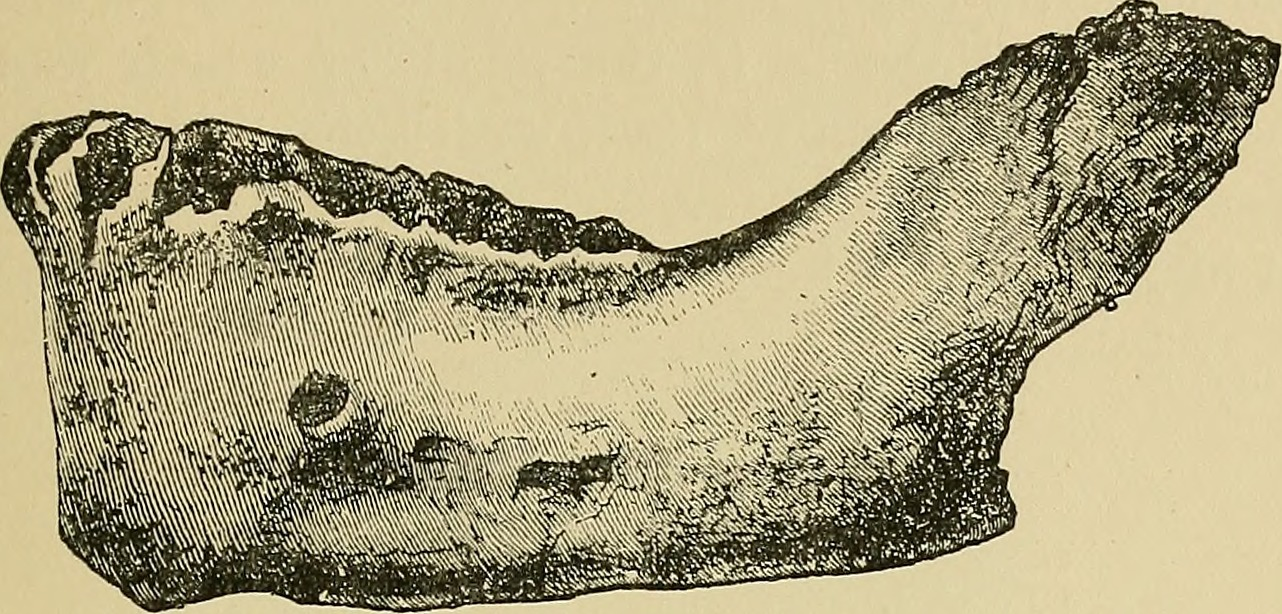
Furfooz-mens, onderkaak van een neanderthaler, Grot van La Naulette, gevonden in 1865.

De Rmoahal zouden vier tot vijf miljoen jaar geleden zijn ontstaan, op een uitloper van Lemurië (7°NB, 5°WL), dat in die tijd nog niet was ondergegaan, 'zodat het op een moderne atlas aan de kust van het tegenwoordige Ashanti zou liggen, dus direct ten oosten van Ivoorkust. De Rmoahal waren een donker mensenras, 'mahoniekleurig tot zwart. In die vroege periode waren zij tussen de drie en drieënhalve meter lang' (dus reuzen), maar in de loop der eeuwen werden ze kleiner, 'tot de statuur van de Furfooz-mens' (Dinant, Neolithicum).
De regeringsvorm waaronder de Rmoahal leefden was de meest volmaakte, omdat de Manu zelf als hun heerser fungeerde.

#### Tlavatli

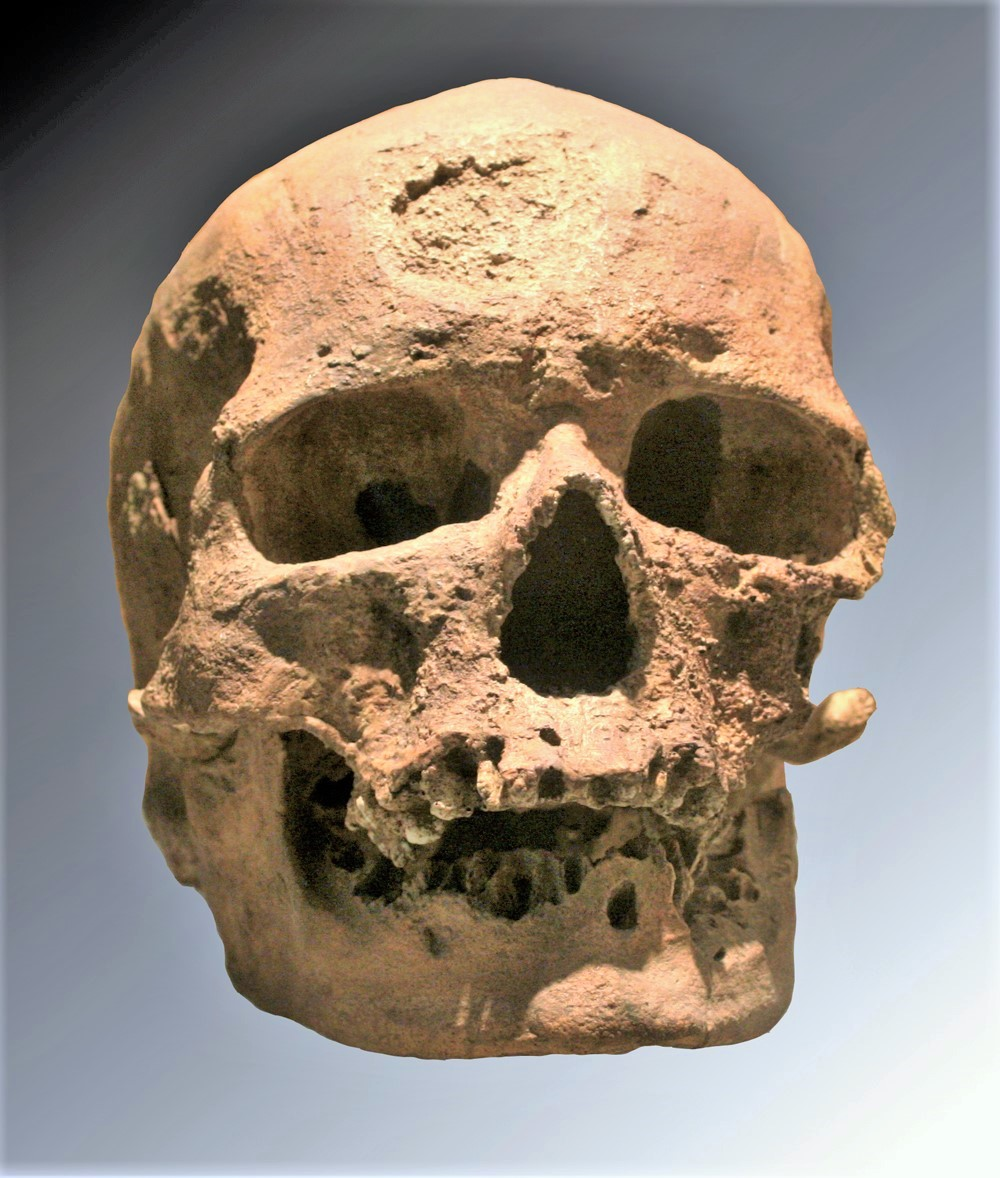
Cro-Magnon 1 (Musée de l'Homme, Parijs)

De Tlavatli hadden hun oorsprong op een eiland voor de westkust van Atlantis. Ze hadden een roodbruine huidkleur en waren 'lang niet zo groot als de Rmoahal'. Ze hadden een voorkeur voor berglandschappen. Tlavatli-kolonisten vestigden zich in het huidige Californië, Rio de Janeiro, de oostelijke kusten van het 'eiland' Scandinavië en ze staken zelfs over naar India, waar zij zich vermengden met inheemse Lemuriërs en het Dravidische ras vormden. Later bewoonden de Tlavatli de zuidelijke delen van Zuid-Amerika en ze waren 'de voorouders van de huidige bevolking van Patagonië'. De langschedelige Cro-Magnon-mens kan worden beschouwd 'als een gemiddeld specimen van dit ras in zijn tijd van verval'. De Illyriërs van Zwitserland waren nóg vroegere 'maar niet bepaald zuivere' afstammelingen van de Tlavatli. Zuivere specimina van de Tlavatli 'zijn enkele van de bruine indianenstammen in Zuid-Amerika.' Ook de bewoners van Birma (Myanmar) en Siam (Thailand) stammen van de Tlavatli af.
Voor de beoefening van hun zonnecultus bouwden zij op heuveltoppen grote kringen van rechtopstaande monolieten.

#### Tolteken
De Tolteken heersten duizenden jaren achtereen 'over het gehele Atlantis-continent met grote materiële macht en rijkdom (..) Honderdduizenden jaren later heerste een van de rechtstreeks aan hen verwante stammen nog in grote luister over heel Mexico en Peru, vele eeuwen voordat hun gedegenereerde afstammelingen werden onderworpen door Azteekse stammen, die veel oorlogszuchtiger waren.' Het Tolteekse ras had ook een roodbruine huid en was groot van stuk, gedurende haar opkomst gemiddeld tweeëneenhalve meter. De bakermat van dit onderras lag nabij de westkust van Atlantis (ca. 30°NB). Zij emigreerden voornamelijk naar het westen en verbreidden zich over zowel Noord- als Zuid-Amerika. 'Op hun grondslagen ontstonden duizenden jaren later de keizerrijken van Peru en Mexico.' Het Mexicaanse keizerrijk bereikte nooit het hoogontwikkelde peil 'dat de toenmalige bewoners van Peru reeds 14.000 jaar eerder onder hun Inca-heersers hadden verwezenlijkt. (..) De doorsnee-indiaan van Noord- en Zuid-Amerika met zijn rode huidkleur is de beste moderne vertegenwoordiger van het ras der Tolteken'.
Het 'Gouden Tijdperk' van de Tolteken duurde 100.000 jaar. De 'witte' keizer werd rond 850.000 jaar geleden van zijn troon in de 'Stad der Gouden Poorten' verdreven door de 'zwarte' tegenkeizer, die gekozen was door de volgelingen van de 'zwarte kunsten'. De witte keizer vluchtte naar het noorden, naar een stad 'waar een van zijn schatplichtige Tolteekse koningen regeerde.' De machtige Stad der Gouden Poorten degenereerde 'tot een ware poel van verdorvenheid' en werd door de vloed van 800.000 jaar geleden overspoeld. De voorouderlijke zonnecultus van het machtige Tolteekse rijk in Mexico, 'waarbij de onbloedige offers aan hun goedertieren God, de Gevederde Slang of Quetzalcoatl', die uit bloemen en vruchten bestonden, werd pas verdrongen na de invasie van de krijgslustige Azteken, die mensenoffers brachten aan hun oorlogsgod Huitzilopochtli.
Een loge van Tolteekse ingewijden vestigde zich ca. 400.000 jaar geleden in het Oude Egypte en deed daar bijna 200.000 jaar lang haar werk. Ca. 210.000 jaar geleden stichtte de occulte loge een imperium, de eerste 'goddelijke dynastie' van Egypte. Er kwam een grote groep kolonisten uit Atlantis naar Egypte. Ongeveer 10.000 jaar vóór de cataclysme van 200.000 jaar geleden, werden de twee grote piramiden van Gizeh gebouwd, 'deels om de loge permanente initiatiehallen te verschaffen, maar deels ook bij wijze van schatkamer en schrijn voor een uitzonderlijk krachtige talisman die werkzaam moest zijn gedurende de komende overstroming die de ingewijden voorzagen.' Egypte kwam onder water te staan, maar werd daarna weer bewoond, onder meer door de Akkadiërs, in het tijdperk van de 'tweede goddelijke dynastie'. Er volgde een cataclysme 80.000 jaar geleden en het land werd opnieuw overstroomd. Daarna kwam de periode van de 'derde goddelijke dynastie', waarin onder meer de Grote Tempel van Karnak werd gebouwd. De ondergang van het eiland Poseidonis (9564 v.Chr.) veroorzaakte een nieuwe vloedgolf in Egypte. De loge van ingewijden bracht voor die tijd het hoofdkwartier over naar een ander land.

#### Eerste Turaniërs
De Turaniërs hadden hun wortels aan de oostzijde van het Atlantis-continent. Zij waren de kolonisten van de vroegste tijd en velen trokken naar de landen ten oosten van Atlantis. Ze vestigden zich later in Marokko, Algerije, de Oost- en West-kust van Midden-Azië en oostelijker: de Chinezen staan het dichtstbij dit oude ras van Turaniërs. Ook de 'wrede en nauwelijks geciviliseerde Azteken waren zuivere afstammelingen van de Turaniërs.'

#### Oorspronkelijke Semieten
Dit onderras had zijn bakermat in een gebied, dat tegenwoordig uit Schotland, Ierland en een deel van de omringende wateren bestaat. 'De semieten waren een turbulent, oproerig volk dat voortdurend in oorlog was met zijn buren, vooral met de Akkadiërs (..)'.
Naast 'de huidige joden zijn de Kabylen, een Semitisch Berbervolk met een lichtere huidkleur' in het bergland van het huidige Algerije, 'nog de enige tamelijk raszuivere vertegenwoordigers' van de oorspronkelijke Semieten. 'De stammen die ontstonden uit de door de Manu doorgevoerde segregatie ten behoeve van de vorming van het nieuwe wortelras, vonden hun weg naar de zuidelijke kusten van de Midden-Aziatische Zee [thans Gobi-woestijn]. Hier ontstond het eerste grote Arische koninkrijk.' De Hebreeërs vormen 'een afwijkende en in feite onnatuurlijke schakel tussen het Vierde en Vijfde Wortelras'.
De 'kerngroep van mensen die voorbestemd was zich te ontwikkelen tot het grote Vijfde Ras (van de Ariërs) was niet voortgekomen uit de Tolteken, maar uit dit oproerige en wetteloze maar vitale en energieke onderras.'

#### Akkadiërs
De Akkadiërs ontstonden pas na de cataclysme van 800.000 jaar geleden, op een land ten oosten van Atlantis (42°NB, 10°OL, op Sardinië). Ze onderwierpen de Semieten ongeveer 100.000 jaar geleden. Rond die tijd landde een kolonie van Akkadische ingewijden op de kusten van de Britse Eilanden. Zij zouden Stonehenge hebben gebouwd. Een Akkadische dynastie zetelde in de oude Semitische hoofdstad. De Akkadiërs waren 'geboren kooplieden met een bloeiende zeevaart, waardoor zij veel koloniseerden en een groot aantal communicatie- en handelscentra in verre landen vestigden.'
Vanuit Sardinië verbreidden de Akkadiërs zich naar het oosten, naar de Levant. Ze drongen door tot in Perzië en Arabië. Ze droegen bij aan de bevolking van Egypte. De vroege Etrusken, Feniciërs, Soemerische Akkadiërs en bewoners van Carthago waren allemaal vertakkingen van dit Akkadische ras. Waarschijnlijk bezitten de Basken veel Akkadische kenmerken.

#### Mongoliërs
De Mongoliërs hadden als enige volk geen enkele connectie met het moedercontinent. Hun bakermat waren de steppen van Tartarije (63°NB, 140°OL). Zij ontwikkelden zich rechtstreeks uit de Turaniërs en 'feitelijk gesproken behoort zelfs tot in de huidige tijd het grootste deel van de aardse bevolking tot dit onderras'.

## Ariërs

### Zeven onderrassen
De zeven onderrassen van het 'Arische' (vijfde wortelras) zijn:
- Indiërs. 'Over het allereerste onderras van ons Arische ras dat in voorhistorische tijden India bevolkte en vandaaruit Egypte koloniseerde, is ons bijna niets bekend.'[17]
- Chaldeeuwse, Babylonische en Assyrische volken
- Perzen of Iraniërs
- Kelten. Het Griekse en Romeinse volk zijn 'de laatste twijgen van de Keltische tak'.
- 'Teutonen', onder meer (Germanen)
- het zesde onderras zal zich ontwikkelen in Noord-Amerika.
- het zevende onderras zal zich ontwikkelen in Zuid-Amerika.[18]